# Mischii
Mischii est une commune roumaine située dans le județ de Dolj.